# 重装机兵 钢之季节
《重装机兵 钢之季节》是由Crea-Tech开发、Success发行于2006年的角色扮演游戏，游戏运行于任天堂DS平台并采用全触屏方式操控。游戏是重装机兵系列的第五部作品，并由系列之父宫冈宽设计。由于系列原发行商倒闭，Metal Max商标被他人注册，故本作使用了新商标“メタルサーガ”（METAL SAGA）。2007年，游戏续作《重装机兵 旋律连锁》发行于日本NTT DoCoMo手机平台。
除了延续前作战车的基本要素外，本作在设置上进行了改革。例如本作允许多名角色坐在一辆战车上，而前作皆为单人单车。此外本作用“耐久度”替代了前作的装甲片。

## 操作
和多数角色扮演游戏相似，玩家将控制角色在游戏世界中旅行、购买强力的装备，并和怪物战斗并保护世界。本作继承了系列的战车设定，但在操作方式等设计上都有所变化。
玩家通过全触屏进行游戏操作。游戏地图采用了使用了斜45度视角，玩家使用触摸笔来控制主角的移动。与前作不同，本作的世界地图使用“点”来示城镇或迷宫的出入口，而各个地点则使用线来连接，只有当玩家完成特定任务后，下一处地点才会在世界地图上出现。
与系列前作类似，游戏的战斗依然是回合制，玩家可以步行或乘战车与敌人作战。与前作不同，本作每名角色可以同时装备多个武器，并能自行决定使用哪个攻击。与前作的单人单车不同，本作以首次允许多名角色同时乘坐一辆战车。每个武器和敌人都有自己的属性，如火、光等，不同的属性会导致不同的伤害效果。
根据玩过此游戏的玩家发现此游戏有较多Bug。

## 剧情
游戏故事发生在系列首作《重装机兵》剧情之后。在首作中，超级电脑诺亚拥有了自己的意识并试图消灭人类，在数十年后，传说中的猎人雷班纳消灭了诺亚。之后雷班纳致力于环境保护但被毒气毒死。而诺亚知道他有朝一日会被人类破坏，因此便把自己先备份到一个叫“诺亚种子”的安全的容器中，并等待着复活。而雷班纳的儿子为彻底消灭诺亚开始了旅行。

## 评价
日本游戏杂志《Fami通》为游戏打了27分。根据《Fami通》2006年6月12日－6月18日的销售统计，游戏在前四天售出了10,817份，截至2006年末一共售出了21,090份。